# Título propio
Título propio  o título privado es una titulación académica o título académico otorgado y acreditado por la institución educativa que lo emite después de la terminación exitosa de algún programa de estudios propio de esa institución, pero no está regulado.
Este término suele utilizarse para denominar más concretamente a algunas distinciones de rango universitario, normalmente de posgrado, cuya aprobación no ha sido regulada por el gobierno del país en el que se ubica la institución académica que lo emite.

## Costa Rica
La palabra "Universidad" no está permitida para ser utilizada libremente por entidades comerciales, etc. en Costa Rica.
Sólo las instituciones establecidas a través de CONARE (para Universidades Públicas) o CONESUP (para Universidades privadas) dentro del Ministerio de Educación Pública Costa Rica.
Para los estudios que se realizan a tiempo completo, in situ, en idioma español en Costa Rica existe la posibilidad de que las Universidades Costarricenses soliciten la aprobación adicional de CONESUP
Programas de estudios que no son obligatorios ni pueden obtenerse en programas de estudios Internacionales, en línea y salir del país en cooperación con otros proveedores de aprendizaje.
SINAES es un (y no "el") organismo de acreditación de Costa Rica.
Es voluntario. Obligatorio en Costa Rica es el establecimiento de una Universidad, ya sea a través de CONESUP para Universidades privadas o CONARE para las públicas.
SINAES en su sitio web aclara:
Para lograrlo las carreras Universitarias y parauniversitarias se someten voluntariamente a una evaluación rigurosa de su plan de estudios, cuerpo docente e infraestructura, entre muchos otros aspectos.
Costa Rica también prescribe en el Artículo 79 de la Constitución de la República que las Universidades privadas aprobadas del país son libres de ofrecer Programas académicos (y los grados emanados) sin necesidad de nuevos procedimientos en caso de cooperar con proveedores educativos extranjeros.

## España
Cómo establece la Ley Orgánica de Universidades, en España, en respuesta a la gran demanda de educación especializada de carácter práctico además de la oferta de enseñanzas superiores oficiales, las universidades y escuelas de negocios pueden establecer otro tipo de enseñanzas que incluyen másteres, diplomados y títulos de experto/especialista, certificadas por diplomas y títulos propios, basados en normativas internas, a diferencia de los títulos universitarios.

### Máster como titulación propia

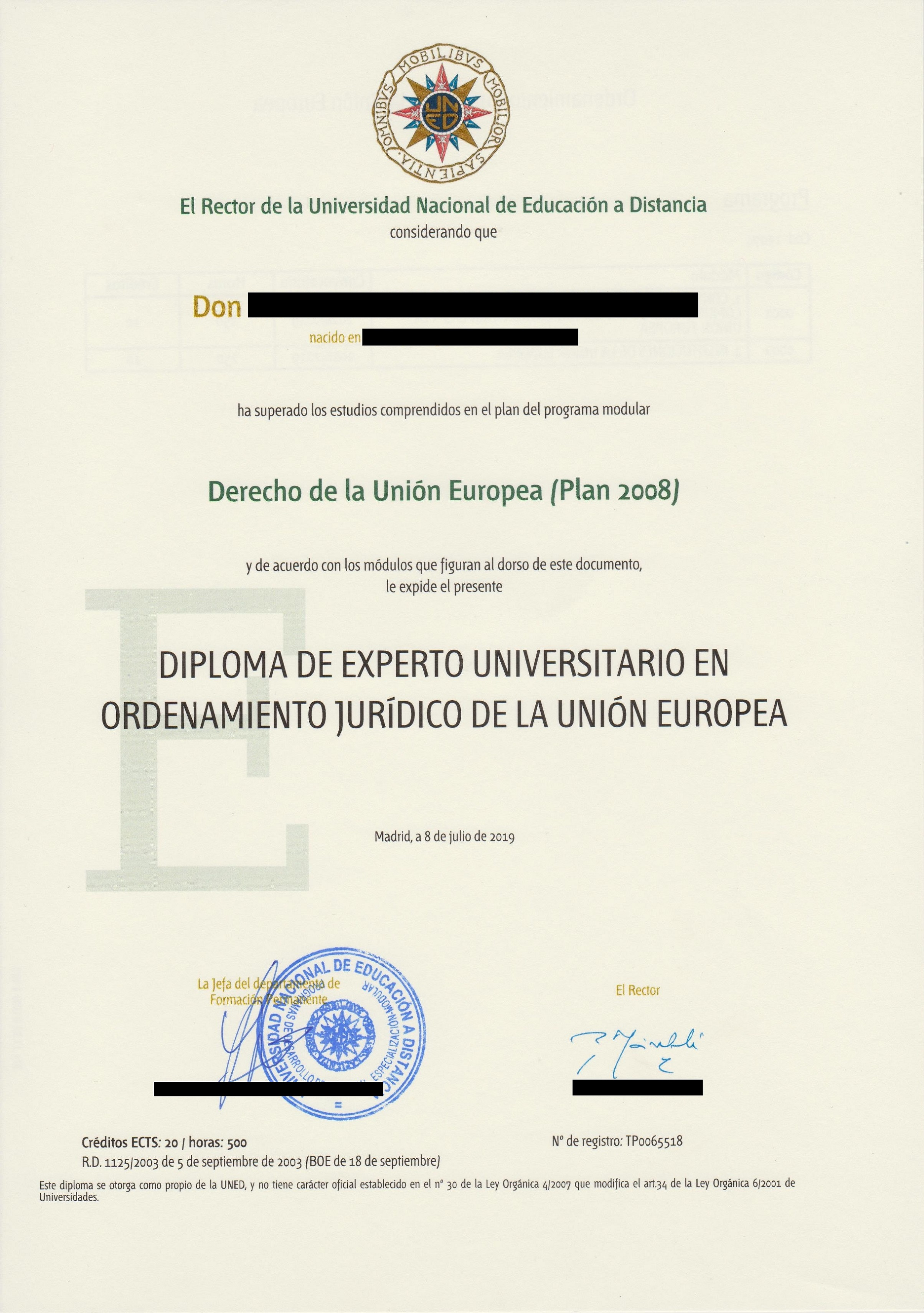
Ejemplo de un Título propio (Experto Universitario) de la Universidad Nacional de Educación a Distancia.

La normativa de las titulaciones de Máster como títulos propios viene dictada por las instituciones educativas que los emiten. Sin embargo, este tipo de enseñanzas no están homologadas, por lo que no pueden acogerse a acuerdos o convenios de convalidaciones, aunque en el ámbito laboral son igualmente reconocidos.
A diferencia de los títulos de máster oficiales, los títulos de máster propios son programas de formación adicional no reglados. Estos títulos suelen acreditar un proceso de formación de postgrado no doctoral y reconocen un nivel cualificado de formación superior a la de grado. Es por ello, que para acceder a un máster propio, de forma general, pero no de manera obligatoria, como sucede en los títulos oficiales, se requiere poseer el título de Grado o su equivalente en las actuales titulaciones (Licenciado, Arquitecto, Ingeniero), y en determinados casos, una Diplomatura o Ingeniería Técnica.
Están pensados para ofrecer un tipo de formación acorde a las demandas de la sociedad; esto es, una formación más flexible y diversificada que ofrezca especialización profesional, académica o actualización de conocimientos acorde a las demandas de "Aprendizaje a la carta" que propugna el Espacio Europeo de Educación Superior.
Para evitar esta ambigüedad, en España se suele denominar máster oficial o máster universitario a los estudios de maestría homologados según el Espacio Europeo de Educación Superior y máster propio a los no regulados.

### Diploma universitario
Es muy similar al Máster propio, pero con la diferencia de tener una carga lectiva inferior.
En algunos casos, como ocurre con el Grupo 9 de Universidades, las materias cursadas para la obtención del diploma son asignaturas oficiales de libre configuración que, además de permitir adquirir un conocimiento homogéneo en un determinado campo a través del Campus Virtual Compartido, son créditos válidos y reconocidos para el alumnado en sus titulaciones oficiales de Grado o equivalente.
En otros casos, las materias cursadas, así como el contenido lectivo de las mismas para obtener el Diploma Universitario, es independiente a los planes de estudios oficiales, y por tanto, tienen su propio plan de estudios. Algunos de estos diplomas están orientados a proporcionar conocimientos base para abordar con éxito los temarios de determinados tipos de oposición.

### Experto universitario
Es un programa orientado a titulados universitarios de primer y segundo ciclo y, excepcionalmente, a profesionales que cumplen con los requisitos mínimos de acceso a los estudios universitarios oficiales siempre que sean profesionales directamente relacionados con la especialidad del título propio.
Abordan materias en cualquier rama del saber con vistas a su aplicación en actividades profesionales. La duración de un programa experto puede ser de unos meses hasta un año, es decir, según el nuevo sistema de créditos su carga lectiva estaría entre un mínimo de 16 y un máximo de 40 créditos ECTS. Entre 150 y 400 horas de clases lectivas suma este tipo de programa cuando se imparte en modalidad presencial.

### Especialista universitario
Es muy similar al Experto Universitario. Algunas universidades los distinguen a fin de ofrecer programas de misma temática con diferente nivel de exigencia en lo que se refiere al acceso. Así, para ser aceptado en un Especialista Universitario es suficiente si se cumple con los requisitos propios de acceso a la Universidad. Al igual que el Experto Universitario, el Especialista Universitario va dirigido al perfeccionamiento y la especialización profesional. Igualmente, la duración de este tipo de postgrado se mueve en un amplio rango, desde un mínimo de 200 hasta un máximo de 400 horas.